# Toute une vie
Toute une vie is een Franse film  van Claude Lelouch die werd uitgebracht in 1974. 
Dit is een van de zeldzame langspeelfilms waarin Gilbert Bécaud een concert geeft.

## Samenvatting
De film is een historisch fresco waarin de lotgevallen van een familie gevolgd worden van 1918 tot het jaar 2000. Meer dan tachtig jaar worden doorkruist om een passionele ontmoeting tijdens een vlucht naar New York voor te bereiden en te begrijpen. Sarah is een meisje wier ouders de Tweede Wereldoorlog hebben overleefd. Als kind was ze verwend en als jonge vrouw kende ze tot nu toe weinig geluk in de liefde. Haar leven neemt een beslissende wending wanneer de jonge Jood Simon haar pad kruist. Simon is een Parijzenaar die zijn verleden van kleine oplichter achter zich heeft gelaten en nu in de publiciteitssector werkt.  

## Rolverdeling
| Acteur              | Personage                                             |
| ------------------- | ----------------------------------------------------- |
| Marthe Keller       | Sarah / haar moeder / haar grootmoeder                |
| André Dussollier    | Simon Duroc                                           |
| Charles Denner      | David Goldman, vader van Sarah / grootvader van Sarah |
| Carla Gravina       | Carla, de Italiaanse vriendin van Sarah               |
| Charles Gérard      | een vriend van Simon                                  |
| Gilbert Bécaud      | zichzelf                                              |
| Sam Letrone         | restauranteigenaar                                    |
| Judith Magre        | moeder van David Goldman                              |
| André Falcon        | advocaat                                              |
| Nathalie Courval    | de vrouw van de advocaat                              |
| Annie Kerani        | de vrouw van Simon                                    |
| Daniel Boulanger    | generaal                                              |
| Jacques Villeret    | toeschouwer                                           |
| Gérard Sire         | meneer Gérard, gevolmachtigde van de fabriek Goldman  |
| Gabriele Tinti      | de 'voorlopige' echtgenoot van Sarah                  |
| Élie Chouraqui      | Paul, syndicalist                                     |
| Jean Franval        | politie-inspecteur                                    |
| Venantino Venantini | Carla's nieuwe 'nietsnut'                             |